# Technical University College of Tamale
Die  Technical University College of Tamale  (dt. Technische Universität in Tamale) (kurz: TUCT) in Tamale ist ein University College, das der Kwame Nkrumah University of Science and Technology (KNUST) und der University of Ghana (UG) angeschlossen ist.
In Zusammenarbeit mit der KNUST wird ein Studium der Raumplanung (engl. Physical Planning) angeboten. Hier kann ein Bachelor-Abschluss erworben werden. In Zusammenarbeit mit der Universität von Ghana in Accra wird ein Bachelor-Studiengang in Religionswissenschaft angeboten.